# Светобоязливый термит
Светобоязливый термит, вредный термит (лат. Reticulitermes lucifugus) — вид термитов из семейства Rhinotermitidae (Heterotermitinae). Европа. Вредители древесины.

## Распространение
Встречается в странах южной и восточной Европы от Средиземноморского побережья до берегов Каспийского моря: Азербайджан, Армения, Болгария, Испания, Италия (включая Сардинию и Сицилию), Канарские острова, Молдавия, Россия (Северный Кавказ) Румыния, Словения, Украина, Хорватия. Известен, например, из поселений человека в таких украинских областях, как Херсонская, Николаевская, Одесская, Запорожская и в Днепре.

## Описание
Длина имаго без крыльев 4,5—6,7 мм, с крыльями около 1 см. Длина солдат 5,1—6,6 мм. Ширина головы 1,03—1,13 мм у имаго и 1,0—1,2 мм у солдат. Длина головы 1,15—1,35 мм у имаго и 1,48—2,00 мм у солдат (с мандибулами до 2,85 мм). Жвалы рабочих и половых особей короткие с зубцами, а у солдат удлинённые с длинным внутренним краем без зубцов (есть только апикальный зубец). Усики половых особей 18—19-члениковые. Голова солдат удлинённая цилиндрическая (без глаз), у рабочих — округлая. Брачный лёт половых крылатых особей происходит в апреле-мае. Спаривание происходит на земле. Новое гнездо самка и самец основывают вместе. Повреждают древесину и иногда парковые насаждения. Деревянные строения приводят в полную негодность, выедая их изнутри.
На виде Reticulitermes lucifugus обнаружены паразиты Spirotrichonympha flagellata Duboscq & Grassé, 1928 (Metamonada, Trichomonadea, Spirotrichonymphida, Spirotrichonymphidae), Pyrsonympha vertens Leidy, 1877 (Metamonada, Anaeromonadea, Oxymonadida, Pyrsonymphidae). В гнёздах встречается сверчки Myrmecophilus hirticaudus. Reticulitermes lucifugus известен как термит вредный, термит обыкновенный, термит светобоязливый, термит средиземноморский, термит тёмно-бурый.